# ملانی لینسکی
ملانی لینسکی (انگلیسی: Melanie Lynskey؛ زاده ۱۶ می ۱۹۷۷) بازیگر نیوزیلندی است که به خاطر ایفای نقش شخصیت‌های عجیب و سرسخت و بازی در فیلم‌های مستقل شناخته‌می‌شود. جایزه فیلم هالیوود، جایزه گزینش منتقدان فیلم و جایزه گاتهام از جمله افتخارات او در طول دوران حرفه‌ای‌اش محسوب می‌شوند.

## فیلم‌شناسی

### فیلم سینمایی
| سال  | عنوان                                      | نقش           | کارگردان        | یادداشت |
| ---- | ------------------------------------------ | ------------- | --------------- | ------- |
| ۱۹۹۴ | موجودات آسمانی                             | پائولین پارکر | پیتر جکسون      |         |
| ۱۹۹۶ | ترس‌آفرینان                                 | قائم‌مقام      | پیتر جکسون      |         |
| ۱۹۹۸ | همیشه بعد از                               | جاکلین        | اندی تننت       |         |
| ۱۹۹۹ | اما من یک تشویق کننده‌ام                    | هیلاری        | جیمی بابیت      |         |
| ۱۹۹۹ | باغ آلبالو                                 | دنیشا         | مایکل کاکویانیس |         |
| ۱۹۹۹ | دیترویت راک سیتی                           |               |                 |         |
| ۲۰۰۰ | کایوت آگلی                                 | گلوریا        | دیوید مک‌نالی    |         |
| ۲۰۰۲ | رهاندن                                     | موسی          | استیون گیگان    |         |
| ۲۰۰۲ | خانه شیرینم آلاباما                        | لورلین        | اندی تننت       |         |
| ۲۰۰۳ | تنگناهراسی                                 | لورین         | مارک کینس       |         |
| ۲۰۰۳ | شیشه شکسته                                 | امی           | بیلی ری         |         |
| ۲۰۰۶ | پرچم‌های پدران ما                           | پائولین       | کلینت ایستوود   |         |
| ۲۰۰۹ | جایی که می‌رویم                             | مونچ          | سم مندس         |         |
| ۲۰۰۹ | بالا در آسمان                              | جولی          | جیسون رایتمن    |         |
| ۲۰۰۹ | اطلاع‌رسانی!                                | گینگر         | استیون سودربرگ  |         |
| ۲۰۰۹ | برگ‌های علف                                 | کولین         | تیم بلیک نلسون  |         |
| ۲۰۱۱ | بازی برد-برد                               | کیندی         | توماس مک‌کارتی   |         |
| ۲۰۱۲ | جستجوی دوستی برای آخرالزمان                | کارن          | لورین اسکافاریا |         |
| ۲۰۱۲ | تاچ‌بک                                      |               |                 |         |
| ۲۰۱۲ | مزایای گوشه‌گیر بودن                        | هلن           | استیون شباسکی   |         |
| ۲۰۱۴ | آن‌ها باهم آمدند                            | برندا         | دیوید وین       |         |
| ۲۰۱۴ | ما هرگز پاریس را نخواهیم داشت              | دیون          | سایمون هلبرگ    |         |
| ۲۰۱۵ | حفاری برای آتش                             | اسکوجی        | جو سوانبرگ      |         |
| ۲۰۱۶ | ۱ مایل تا تو                               |               |                 |         |
| ۲۰۱۶ | زمان رنگین کمانی                           | لیندسی        | لیناس فیلیپس    |         |
| ۲۰۱۷ | دیگر در این دنیا احساس در خانه بودن نمی‌کنم | روث           | میکن بلیر       |         |
| ۲۰۱۷ | خداحافظی با همه آن چیزها                   |               |                 |         |
| ۲۰۲۱ | بانوی مانور                                | هانا          | جاستین لانگ     |         |
| ۲۰۲۱ | بالا رو نگاه نکن                           | ژوئن          | آدام مک‌کی       |         |

### مجموعه تلویزیونی
| سال       | عنوان                      | نقش            | یادداشت           |
| --------- | -------------------------- | -------------- | ----------------- |
| ۲۰۱۵–۲۰۰۳ | دو مرد و نصفی              | رز             | ۶۳ قسمت           |
| ۲۰۰۸      | غیب‌گو                      | امیلی بلوم     | ۱ قسمت            |
| ۲۰۰۹      | فیلادلفیا همیشه آفتابی است | کیت            |                   |
| ۲۰۱۲      | هاوس                       | ناتالی         |                   |
| ۲۰۱۴      | آنسوی دیوار باغ            | بئاتریس        | صداپیشه، ۸ قسمت   |
| ۲۰۱۶      | جانوران                    | صداپیشه لیندا  | قسمت «Squirrels»  |
| ۲۰۱۷      | بابای آمریکایی!            | صداپیشه شارون  |                   |
| ۲۰۱۸      | کسل راک                    | مولی           | ۱۰ قسمت           |
| ۲۰۲۰      | خانم آمریکا                | رزماری تامپسون | ۹ قسمت            |
| ۲۰۲۱      | شلدون جوان                 | پروفسور دورا   | ۲ قسمت            |
| ۲۰۲۱      | مام                        | شانون          |                   |
| ۲۰۲۱      | ژاکت زردها                 | شائونا         | نقش اصلی؛ ۱۹ قسمت |
| ۲۰۲۳      | آخرین بازمانده از ما       | کتلین          | ۲ قسمت            |
| ۲۰۲۴      | خالکوب آشویتس              | هدر موریس      | نقش اصلی؛ ۶ قسمت  |